# Guruvapura, Chiknayakanhalli
Guruvapura là một làng thuộc tehsil Chiknayakanhalli, huyện Tumkur, bang Karnataka, Ấn Độ.